# Жълтогръд цветояд
Жълтогръд цветояд (Prionochilus maculatus) е вид птица от семейство Dicaeidae.

## Разпространение
Видът е разпространен в Бруней, Индонезия, Малайзия, Мианмар и Тайланд.